# Petit Le Mans 2021
Navigation
Édition précédente Édition suivante
La 24e édition du Petit Le Mans 2021 (officiellement appelé le 2021 Motul Petit Le Mans) a été une course de voitures de sport organisée sur le circuit de Road Atlanta eu Géorgie, aux États-Unis, qui s'est déroulée du 10 novembre 2021 au 13 novembre 2021. Il s'agissait de la dernière manche manche du championnat WeatherTech SportsCar Championship 2021 et toutes les catégories de voitures du championnat ont participé à la course.

## Qualifications
| Pos. | Classe | N° | Équipe                                                   | Pilote               | Temps          | Écart        |
| 1    | DPi    | 31 | Whelen Engineering Racing                                | Felipe Nasr          | 1 min 08 s 678 | --           |
| 2    | DPi    | 55 | Mazda Motorsports                                        | Harry Tincknell      | 1 min 08 s 693 | + 0 s 015    |
| 3    | DPi    | 5  | JDC-Mustang Sampling Racing                              | Sébastien Bourdais   | 1 min 08 s 848 | + 0 s 170    |
| 4    | DPi    | 01 | Cadillac Chip Ganassi Racing                             | Kevin Magnussen      | 1 min 08 s 879 | + 0 s 201    |
| 5    | DPi    | 60 | Meyer Shank Racing avec Curb Agajanian Performance Group | Dane Cameron         | 1 min 08 s 920 | + 0 s 242    |
| 6    | DPi    | 48 | Ally Cadillac Racing                                     | Kamui Kobayashi      | 1 min 09 s 165 | + 0 s 487    |
| 7    | DPi    | 10 | Konica Minolta Acura ARX-05                              | Filipe Albuquerque   | 1 min 09 s 328 | + 0 s 650    |
| 8    | LMP2   | 52 | PR1/Mathiasen Motorsports                                | Ben Keating          | 1 min 12 s 229 | + 3 s 551    |
| 9    | LMP2   | 11 | WIN Autosport                                            | Steven Thomas        | 1 min 12 s 583 | + 3 s 905    |
| 10   | LMP2   | 18 | Era Motorsport                                           | Dwight Merriman      | 1 min 13 s 070 | + 4 s 392    |
| 11   | LMP2   | 8  | Tower Motorsports par Starworks                          | John Farano          | 1 min 14 s 289 | + 5 s 611    |
| 12   | LMP2   | 22 | United Autosports                                        | James McGuire        | 1 min 14 s 814 | + 6 s 136    |
| 13   | LMP3   | 2  | United Autosports USA                                    | Niklas Krütten       | 1 min 15 s 664 | --           |
| 14   | LMP3   | 38 | Performance Tech Motorsports                             | Rasmus Lindh (en)    | 1 min 15 s 750 | + 0 s 086    |
| 15   | LMP3   | 36 | Andretti Autosport                                       | Jarett Andretti (en) | 1 min 17 s 122 | + 1 s 458    |
| 16   | LMP3   | 91 | Riley Motorsports                                        | Jim Cox              | 1 min 17 s 403 | + 1 s 739    |
| 17   | LMP3   | 74 | Riley Motorsports                                        | Gar Robinson         | 1 min 17 s 535 | + 1 s 871    |
| 18   | LMP3   | 7  | Forty7 Motorsports                                       | Stefan Rzadzinski    | 1 min 17 s 793 | + 2 s 129    |
| 19   | LMP3   | 40 | FastMD Racing                                            | Max Hanratty         | 1 min 18 s 112 | + 2 s 448    |
| 20   | LMP3   | 30 | Jr III Racing                                            | Ari Balogh           | 1 min 19 s 071 | + 3 s 407    |
| 21   | LMP3   | 54 | CORE Autosport                                           | Pas de temps         | Pas de temps   | Pas de temps |
| 22   | LMP3   | 83 | WIN Autosport                                            | Pas de temps         | Pas de temps   | Pas de temps |
| 23   | GTLM   | 24 | BMW Team RLL                                             | Jesse Krohn          | 1 min 15 s 226 | --           |
| 24   | GTLM   | 79 | WeatherTech Racing                                       | Matt Campbell        | 1 min 15 s 738 | + 0 s 512    |
| 25   | GTLM   | 3  | Corvette Racing                                          | Antonio García       | 1 min 15 s 930 | + 0 s 704    |
| 26   | GTLM   | 97 | WeatherTech Racing                                       | Frédéric Makowiecki  | 1 min 16 s 004 | + 0 s 778    |
| 27   | GTLM   | 4  | Corvette Racing                                          | Nick Tandy           | 1 min 16 s 051 | + 0 s 825    |
| 28   | GTD    | 14 | Vasser Sullivan Racing                                   | Jack Hawksworth      | 1 min 18 s 843 | + 3 s 617    |
| 29   | GTD    | 1  | Paul Miller Racing                                       | Bryan Sellers        | 1 min 18 s 932 | + 3 s 706    |
| 30   | GTD    | 96 | Turner Motorsport                                        | Bill Auberlen        | 1 min 18 s 973 | + 3 s 747    |
| 31   | GTD    | 12 | Vasser Sullivan Racing                                   | Zach Veach (en)      | 1 min 19 s 133 | + 3 s 907    |
| 32   | GTD    | 19 | GRT Grasser Racing Team                                  | Franck Perera        | 1 min 19 s 188 | + 3 s 962    |
| 33   | GTD    | 9  | Pfaff Motorsports                                        | Laurens Vanthoor     | 1 min 19 s 193 | + 3 s 967    |
| 34   | GTD    | 42 | NTe Sport                                                | Jaden Conwright      | 1 min 19 s 197 | + 3 s 971    |
| 35   | GTD    | 23 | The Heart of Racing                                      | Ross Gunn            | 1 min 19 s 340 | + 4 s 114    |
| 36   | GTD    | 16 | Wright Motorsports                                       | Jan Heylen           | 1 min 19 s 429 | + 4 s 203    |
| 37   | GTD    | 44 | Magnus Racing avec Archangel Motorsports                 | Andy Lally           | 1 min 19 s 747 | + 4 s 521    |
| 38   | GTD    | 57 | Winward Racing                                           | Maro Engel           | 1 min 19 s 771 | + 4 s 545    |
| 39   | GTD    | 88 | Team Hardpoint                                           | Katherine Legge      | 1 min 19 s 821 | + 4 s 595    |
| 40   | GTD    | 28 | Alegra Motorsports                                       | Daniel Juncadella    | 1 min 20 s 010 | + 4 s 784    |
| 41   | GTD    | 70 | Inception Racing                                         | Brendan Iribe        | 1 min 21 s 278 | + 6 s 052    |
| 42   | GTLM   | 25 | BMW Team RLL                                             | Connor De Phillippi  | 1 min 21 s 299 | + 6 s 073    |
| 43   | GTD    | 32 | Gilbert / Korthoff Motorsports                           | Mike Skeen (en)      | 1 min 33 s 147 | + 17 s 921   |

## Classement de la course
Voici le classement provisoire au terme de la course.
- Les vainqueurs de chaque catégorie sont signalés par un fond jauni.
- Pour la colonne Pneus, il faut passer le curseur au-dessus du modèle pour connaître le manufacturier de pneumatiques.

| Pos  | Classe | no                         | Écurie                                                   | Pilotes                                                  | Châssis                          | Pneus | Tours | Temps                |
| ---- | ------ | -------------------------- | -------------------------------------------------------- | -------------------------------------------------------- | -------------------------------- | ----- | ----- | -------------------- |
| Pos  | Classe | no                         | Écurie                                                   | Pilotes                                                  | Moteur                           | Pneus | Tours | Temps                |
| 1    | DPi    | 55                         | Mazda Motorsports                                        | Jonathan Bomarito Oliver Jarvis Harry Tincknell          | Mazda RT24-P                     | M     | 410   | 10 h 00 min 38 s 581 |
| 1    | DPi    | 55                         | Mazda Motorsports                                        | Jonathan Bomarito Oliver Jarvis Harry Tincknell          | Mazda MZ-2.0T 2,0 L I4 Turbo     | M     | 410   | 10 h 00 min 38 s 581 |
| 2    | DPi    | 31                         | Whelen Engineering Racing                                | Mike Conway Pipo Derani Felipe Nasr                      | Cadillac DPi-V.R                 | M     | 410   | + 3 s 297            |
| 2    | DPi    | 31                         | Whelen Engineering Racing                                | Mike Conway Pipo Derani Felipe Nasr                      | Cadillac 5,5 L V8 Atmo           | M     | 410   | + 3 s 297            |
| 3    | DPi    | 10                         | Konica Minolta Acura ARX-05                              | Filipe Albuquerque Alexander Rossi Ricky Taylor          | Acura ARX-05                     | M     | 410   | + 3 s 702            |
| 3    | DPi    | 10                         | Konica Minolta Acura ARX-05                              | Filipe Albuquerque Alexander Rossi Ricky Taylor          | Acura AR35TT 3,5 L V6 Turbo      | M     | 410   | + 3 s 702            |
| 4    | DPi    | 48                         | Ally Cadillac Racing                                     | Jimmie Johnson Kamui Kobayashi Simon Pagenaud            | Cadillac DPi-V.R                 | M     | 410   | + 30 s 681           |
| 4    | DPi    | 48                         | Ally Cadillac Racing                                     | Jimmie Johnson Kamui Kobayashi Simon Pagenaud            | Cadillac 5,5 L V8 Atmo           | M     | 410   | + 30 s 681           |
| 5    | DPi    | 01                         | Cadillac Chip Ganassi Racing                             | Renger van der Zande Earl Bamber Scott Dixon             | Cadillac DPi-V.R                 | M     | 409   | + 1 tour             |
| 5    | DPi    | 01                         | Cadillac Chip Ganassi Racing                             | Renger van der Zande Earl Bamber Scott Dixon             | Cadillac 5,5 L V8 Atmo           | M     | 409   | + 1 tour             |
| 6    | LMP2   | 8                          | Tower Motorsports par Starworks                          | James French John Farano Gabriel Aubry                   | Oreca 07                         | M     | 407   | + 3 tours            |
| 6    | LMP2   | 8                          | Tower Motorsports par Starworks                          | James French John Farano Gabriel Aubry                   | Gibson GK428 4,2 L V8 Atmo       | M     | 407   | + 3 tours            |
| 7    | LMP2   | 52                         | PR1/Mathiasen Motorsports                                | Scott Huffaker Mikkel Jensen Ben Keating                 | Oreca 07                         | M     | 407   | + 3 tours            |
| 7    | LMP2   | 52                         | PR1/Mathiasen Motorsports                                | Scott Huffaker Mikkel Jensen Ben Keating                 | Gibson GK428 4,2 L V8 Atmo       | M     | 407   | + 3 tours            |
| 8    | LMP2   | 11                         | WIN Autosport                                            | Steven Thomas Tristan Nunez Thomas Merrill               | Oreca 07                         | M     | 406   | + 4 tours            |
| 8    | LMP2   | 11                         | WIN Autosport                                            | Steven Thomas Tristan Nunez Thomas Merrill               | Gibson GK428 4,2 L V8 Atmo       | M     | 406   | + 4 tours            |
| 9    | LMP2   |                            | United Autosports                                        | James McGuire Wayne Boyd Guy Smith                       | Oreca 07                         | M     | 405   | + 5 tours            |
| 9    | LMP2   | Gibson GK428 4,2 L V8 Atmo | United Autosports                                        | James McGuire Wayne Boyd Guy Smith                       |                                  | M     | 405   | + 5 tours            |
| 10   | DPi    | 60                         | Meyer Shank Racing avec Curb Agajanian Performance Group | Juan Pablo Montoya Helio Castroneves Dane Cameron        | Acura ARX-05                     | M     | 399   | + 11 tours           |
| 10   | DPi    | 60                         | Meyer Shank Racing avec Curb Agajanian Performance Group | Juan Pablo Montoya Helio Castroneves Dane Cameron        | Acura AR35TT 3,5 L V6 Turbo      | M     | 399   | + 11 tours           |
| 11   | LMP3   | 74                         | Riley Motorsports                                        | Scott Andrews Felipe Fraga Gar Robinson                  | Ligier JS P320                   | M     | 391   | + 19 tours           |
| 11   | LMP3   | 74                         | Riley Motorsports                                        | Scott Andrews Felipe Fraga Gar Robinson                  | Nissan VK56DE 5,6 L V8 Atmo      | M     | 391   | + 19 tours           |
| 12   | LMP3   | 30                         | Jr III Racing                                            | Ari Balogh Garett Grist Spencer Pigot                    | Ligier JS P320                   | M     | 390   | + 20 tours           |
| 12   | LMP3   | 30                         | Jr III Racing                                            | Ari Balogh Garett Grist Spencer Pigot                    | Nissan VK56DE 5,6 L V8 Atmo      | M     | 390   | + 20 tours           |
| 13   | GTLM   | 79                         | WeatherTech Racing                                       | Matt Campbell Mathieu Jaminet Cooper MacNeil             | Porsche 911 RSR-19               | M     | 390   | + 20 tours           |
| 13   | GTLM   | 79                         | WeatherTech Racing                                       | Matt Campbell Mathieu Jaminet Cooper MacNeil             | Porsche 4,2 L Flat-6 Atmo        | M     | 390   | + 20 tours           |
| 14   | GTLM   | 97                         | WeatherTech Racing                                       | Kévin Estre Michael Christensen Frédéric Makowiecki      | Porsche 911 RSR-19               | M     | 390   | + 20 tours           |
| 14   | GTLM   | 97                         | WeatherTech Racing                                       | Kévin Estre Michael Christensen Frédéric Makowiecki      | Porsche 4,2 L Flat-6 Atmo        | M     | 390   | + 20 tours           |
| 15   | GTLM   | 24                         | BMW Team RLL                                             | John Edwards Augusto Farfus Jesse Krohn                  | BMW M8 GTE                       | M     | 389   | + 21 tours           |
| 15   | GTLM   | 24                         | BMW Team RLL                                             | John Edwards Augusto Farfus Jesse Krohn                  | BMW S63 4,0 L V8 Turbo           | M     | 389   | + 21 tours           |
| 16   | LMP3   | 91                         | Riley Motorsports                                        | Jeroen Bleekemolen Jim Cox Dylan Murry                   | Ligier JS P320                   | M     | 387   | + 23 tours           |
| 16   | LMP3   | 91                         | Riley Motorsports                                        | Jeroen Bleekemolen Jim Cox Dylan Murry                   | Nissan VK56DE 5,6 L V8 Atmo      | M     | 387   | + 23 tours           |
| 17   | GTLM   | 4                          | Corvette Racing                                          | Tommy Milner Nick Tandy Alexander Sims                   | Chevrolet Corvette C8.R          | M     | 381   | + 29 tours           |
| 17   | GTLM   | 4                          | Corvette Racing                                          | Tommy Milner Nick Tandy Alexander Sims                   | Chevrolet 5,5 L V8 Atmo          | M     | 381   | + 29 tours           |
| 18   | LMP3   | 40                         | FastMD Racing                                            | Todd Archer James Vance Max Hanratty                     | Duqueine D08                     | M     | 381   | + 29 tours           |
| 18   | LMP3   | 40                         | FastMD Racing                                            | Todd Archer James Vance Max Hanratty                     | Nissan VK56DE 5,6 L V8 Atmo      | M     | 381   | + 29 tours           |
| 19   | GTD    | 23                         | The Heart of Racing                                      | Roman De Angelis Ross Gunn Ian James                     | Aston Martin Vantage AMR GT3     | M     | 378   | + 32 tours           |
| 19   | GTD    | 23                         | The Heart of Racing                                      | Roman De Angelis Ross Gunn Ian James                     | Aston Martin 4,0 L V8 Turbo      | M     | 378   | + 32 tours           |
| 20   | GTD    | 9                          | Pfaff Motorsports                                        | Lars Kern Zacharie Robichon Laurens Vanthoor             | Porsche 911 GT3 R                | M     | 378   | + 32 tours           |
| 20   | GTD    | 9                          | Pfaff Motorsports                                        | Lars Kern Zacharie Robichon Laurens Vanthoor             | Porsche 4,0 L Flat-6 Atmo        | M     | 378   | + 32 tours           |
| 21   | GTD    | 12                         | Vasser Sullivan Racing                                   | Robert Megennis Frankie Montecalvo Zach Veach (en)       | Lexus RC F GT3                   | M     | 377   | + 33 tours           |
| 21   | GTD    | 12                         | Vasser Sullivan Racing                                   | Robert Megennis Frankie Montecalvo Zach Veach (en)       | Lexus 5,0 L V8 Atmo              | M     | 377   | + 33 tours           |
| 22   | GTD    | 28                         | Alegra Motorsports                                       | Daniel Morad Michael de Quesada Daniel Juncadella        | Mercedes-AMG GT3 Evo             | M     | 377   | + 33 tours           |
| 22   | GTD    | 28                         | Alegra Motorsports                                       | Daniel Morad Michael de Quesada Daniel Juncadella        | Mercedes-Benz M159 6,2 L V8 Atmo | M     | 377   | + 33 tours           |
| 23   | GTD    | 16                         | Wright Motorsports                                       | Jan Heylen Trent Hindman Patrick Long                    | Porsche 911 GT3 R                | M     | 376   | + 34 tours           |
| 23   | GTD    | 16                         | Wright Motorsports                                       | Jan Heylen Trent Hindman Patrick Long                    | Porsche 4,0 L Flat-6 Atmo        | M     | 376   | + 34 tours           |
| 24   | GTD    | 44                         | Magnus Racing avec Archangel Motorsports                 | Andy Lally John Potter Spencer Pumpelly                  | Acura NSX GT3 Evo                | M     | 376   | + 34 tours           |
| 24   | GTD    | 44                         | Magnus Racing avec Archangel Motorsports                 | Andy Lally John Potter Spencer Pumpelly                  | Acura 3,5 L V6 Turbo             | M     | 376   | + 34 tours           |
| 25   | GTD    | 1                          | Paul Miller Racing                                       | Corey Lewis Bryan Sellers Madison Snow                   | Lamborghini Huracán GT3 Evo      | M     | 365   | + 45 tours           |
| 25   | GTD    | 1                          | Paul Miller Racing                                       | Corey Lewis Bryan Sellers Madison Snow                   | Lamborghini 5,2 L V10 Atmo       | M     | 365   | + 45 tours           |
| 26   | GTD    | 88                         | Team Hardpoint                                           | Andrew Davis Rob Ferriol Katherine Legge                 | Porsche 911 GT3 R                | M     | 359   | + 51 tours           |
| 26   | GTD    | 88                         | Team Hardpoint                                           | Andrew Davis Rob Ferriol Katherine Legge                 | Porsche 4,0 L Flat-6 Atmo        | M     | 359   | + 51 tours           |
| 27   | LMP3   | 7                          | Forty7 Motorsports                                       | Rodrigo Pflucker (es) Mark Kvamme Stefan Rzadzinski (en) | Duqueine D08                     | M     | 356   | + 54 tours           |
| 27   | LMP3   | 7                          | Forty7 Motorsports                                       | Rodrigo Pflucker (es) Mark Kvamme Stefan Rzadzinski (en) | Nissan VK56DE 5,6 L V8 Atmo      | M     | 356   | + 54 tours           |
| Abd. | DPi    | 5                          | JDC-Mustang Sampling Racing                              | Sébastien Bourdais Loïc Duval Tristan Vautier            | Cadillac DPi-V.R                 | M     | 341   | Culasse fendue       |
| Abd. | DPi    | 5                          | JDC-Mustang Sampling Racing                              | Sébastien Bourdais Loïc Duval Tristan Vautier            | Cadillac 5,5 L V8 Atmo           | M     | 341   | Culasse fendue       |
| 29   | LMP3   | 2                          | United Autosports USA                                    | Niklas Krütten Tom Gamble Andrew Meyrick                 | Ligier JS P320                   | M     | 308   | + 102 tours          |
| 29   | LMP3   | 2                          | United Autosports USA                                    | Niklas Krütten Tom Gamble Andrew Meyrick                 | Nissan VK56DE 5,6 L V8 Atmo      | M     | 308   | + 102 tours          |
| 30   | GTD    | 42                         | NTe Sport                                                | Don Yount Jaden Conwright Benjamín Hites (es)            | Audi R8 LMS                      | M     | 286   | + 124 tours          |
| 30   | GTD    | 42                         | NTe Sport                                                | Don Yount Jaden Conwright Benjamín Hites (es)            | Audi 5,2 l V10 Atmo              | M     | 286   | + 124 tours          |
| Abd. | LMP3   | 54                         | CORE Autosport                                           | Jon Bennett (en) Colin Braun George Kurtz                | Ligier JS P320                   | M     | 285   | Problème mécanique   |
| Abd. | LMP3   | 54                         | CORE Autosport                                           | Jon Bennett (en) Colin Braun George Kurtz                | Nissan VK56DE 5,6 L V8 Atmo      | M     | 285   | Problème mécanique   |
| Abd. | GTLM   | 25                         | BMW Team RLL                                             | Connor De Phillippi Philipp Eng Bruno Spengler           | BMW M8 GTE                       | M     | 281   | Sortie de piste      |
| Abd. | GTLM   | 25                         | BMW Team RLL                                             | Connor De Phillippi Philipp Eng Bruno Spengler           | BMW S63 4,0 L V8 Turbo           | M     | 281   | Sortie de piste      |
| Abd. | LMP3   | 83                         | WIN Autosport                                            | Matthew Bell Naveen Rao Josh Skelton                     | Duqueine D08                     | M     | 244   |                      |
| Abd. | LMP3   | 83                         | WIN Autosport                                            | Matthew Bell Naveen Rao Josh Skelton                     | Nissan VK56DE 5,6 L V8 Atmo      | M     | 244   |                      |
| Abd. | LMP3   | 38                         | Performance Tech Motorsports                             | Dan Goldburg Rasmus Lindh (en) Malthe Jakobsen           | Ligier JS P320                   | M     | 208   | Problème mécanique   |
| Abd. | LMP3   | 38                         | Performance Tech Motorsports                             | Dan Goldburg Rasmus Lindh (en) Malthe Jakobsen           | Nissan VK56DE 5,6 L V8 Atmo      | M     | 208   | Problème mécanique   |
| Abd. | LMP3   | 36                         | Andretti Autosport                                       | Jarett Andretti (en) Oliver Askew Josh Burdon (en)       | Ligier JS P320                   | M     | 153   |                      |
| Abd. | LMP3   | 36                         | Andretti Autosport                                       | Jarett Andretti (en) Oliver Askew Josh Burdon (en)       | Nissan VK56DE 5,6 L V8 Atmo      | M     | 153   |                      |
| Abd. | GTLM   | 3                          | Corvette Racing                                          | Antonio García Jordan Taylor Nicky Catsburg              | Chevrolet Corvette C8.R          | M     | 150   | Collision            |
| Abd. | GTLM   | 3                          | Corvette Racing                                          | Antonio García Jordan Taylor Nicky Catsburg              | Chevrolet 5,5 L V8 Atmo          | M     | 150   | Collision            |
| Abd. | GTD    | 96                         | Turner Motorsport                                        | Bill Auberlen Robby Foley Aidan Read                     | BMW M6 GT3                       | M     | 150   | Collision            |
| Abd. | GTD    | 96                         | Turner Motorsport                                        | Bill Auberlen Robby Foley Aidan Read                     | BMW 4,4 L V8 Turbo               | M     | 150   | Collision            |
| Abd. | GTD    | 57                         | Winward Racing                                           | Russell Ward Philip Ellis Maro Engel                     | Mercedes-AMG GT3 Evo             | M     | 147   | Collision            |
| Abd. | GTD    | 57                         | Winward Racing                                           | Russell Ward Philip Ellis Maro Engel                     | Mercedes-Benz M159 6,2 L V8 Atmo | M     | 147   | Collision            |
| Abd. | GTD    | 70                         | Inception Racing                                         | Frederik Schandorff Brendan Iribe Ben Barnicoat          | McLaren 720S GT3                 | M     | 146   | Collision            |
| Abd. | GTD    | 70                         | Inception Racing                                         | Frederik Schandorff Brendan Iribe Ben Barnicoat          | McLaren M840T 4,0 l V8 Bi-Turbo  | M     | 146   | Collision            |
| Abd. | GTD    | 19                         | GRT Grasser Racing Team                                  | Michele Beretta (en) Misha Goikhberg Franck Perera       | Lamborghini Huracán GT3 Evo      | M     | 146   | Collision            |
| Abd. | GTD    | 19                         | GRT Grasser Racing Team                                  | Michele Beretta (en) Misha Goikhberg Franck Perera       | Lamborghini 5,2 L V10 Atmo       | M     | 146   | Collision            |
| Abd. | GTD    | 32                         | Gilbert / Korthoff Motorsports                           | Mike Skeen (en) Guy Cosmo Stevan McAleer                 | Mercedes-AMG GT3 Evo             | M     | 146   | Collision            |
| Abd. | GTD    | 32                         | Gilbert / Korthoff Motorsports                           | Mike Skeen (en) Guy Cosmo Stevan McAleer                 | Mercedes-Benz M159 6,2 L V8 Atmo | M     | 146   | Collision            |
| Abd. | GTD    | 14                         | Vasser Sullivan Racing                                   | Jack Hawksworth Kyle Kirkwood Aaron Telitz               | Lexus RC F GT3                   | M     | 146   | Collision            |
| Abd. | GTD    | 14                         | Vasser Sullivan Racing                                   | Jack Hawksworth Kyle Kirkwood Aaron Telitz               | Lexus 5,0 L V8 Atmo              | M     | 146   | Collision            |
| Abd. | LMP2   | 18                         | Era Motorsport                                           | Ryan Dalziel Dwight Merriman Kyle Tilley                 | Oreca 07                         | M     | 21    | Sortie de piste      |
| Abd. | LMP2   | 18                         | Era Motorsport                                           | Ryan Dalziel Dwight Merriman Kyle Tilley                 | Gibson GK428 4,2 L V8 Atmo       | M     | 21    | Sortie de piste      |

## Pole position et record du tour
- Pole position :  Felipe Nasr (#31 Whelen Engineering Racing) en 1 min 08 s 678
- Meilleur tour en course :  Felipe Nasr (#31 WeatherTech Racing) en 1 min 09 s 324

## Tours en tête
- no 31 Cadillac DPi-V.R - Whelen Engineering Racing : 132 tours (1-26 / 55-66 / 201-204 / 236-269 / 332-355 / 360-379 / 384-390)[3]
- no 55 Mazda RT24-P - Mazda Motorsports : 65 tours (27-49 / 96-117 / 391-410)
- no 5 Cadillac DPi-V.R - JDC-Mustang Sampling Racing : 33 tours (67-83 / 87-92 / 119-127 / 192)
- no 01 Cadillac DPi-V.R - Cadillac Chip Ganassi Racing : 12 tours (84-86 / 93-95 / 195-200)
- no 10 Acura ARX-05 - Konica Minolta Acura ARX-05 : 43 tours (118 / 141-146 / 156-191)
- no 60 Acura ARX-05 - Meyer Shank Racing
avec Curb Agajanian Performance Group : 112 tours (128-140 / 147-155 / 193-194 / 205-235 / 270-325 / 331)
- no 48 Cadillac DPi-V.R - Ally Cadillac Racing : 13 tours (326-330 / 356-359 / 380-383)

## À noter
- Longueur du circuit : 2,54 miles
- Distance parcourue par les vainqueurs : 1 041,4 miles